# آربو
آربو (به اسپانیایی: Arbo, Pontevedra) یک شهرستان در اسپانیا است که در استان پنتبدرا واقع شده‌است.

## خصوصیات
آربو ۴۳٫۳ کیلومترمربع مساحت و ۴٬۰۱۸ نفر جمعیت دارد.